# Saint-François-de-Madawaska
Ne doit pas être confondu avec Saint-François (Nouveau-Brunswick).
Pour les articles homonymes, voir Saint-François.
Saint-François-de-Madawaska est un ancien village du Nouveau-Brunswick, au Canada. Il fait partie de la communauté rurale de Haut-Madawaska depuis la réforme de la gouvernance locale du 1er janvier 2023. La localité comptait 572 habitants en 2001. L'élevage de la volaille, en particulier celle du poulet, est une activité très importante dans la région.

## Toponyme
Le village est nommé en l'honneur de Saint-François-Xavier, Apôtre des Indes et du Japon
(1506-1552).

## Géographie

Situation de Saint-François-de-Madawaska dans le comté de Madawaska.

### Situation
Saint-François-de-Madawaska est situé dans le comté de Madawaska, à 41 kilomètres de route au sud-ouest d'Edmundston. Le village s'élève sur la rive gauche (nord) du fleuve Saint-Jean et fait face aux États-Unis, plus précisément au Maine. Saint-François-de-Madawaska a une superficie de 6,34 kilomètres carrés.
Le village est enclavé dans la paroisse de Saint-François. La plantation de Saint John se trouve au-delà du fleuve, au sud. Les villes les plus proches sont Clair, à 8 km à l'est, ainsi que Fort Kent, aux États-Unis, à 10 km à l'est.
Saint-François-de-Madawaska est généralement considéré comme faisant partie de l'Acadie, quoique l'appartenance des Brayons à l'Acadie fasse l'objet d'un débat.

### Logement
Le village comptait 267 logements privés en 2006, dont 250 occupés par des résidents habituels. Parmi ces logements, 68,8 % sont individuels, 4,0 % sont jumelés, 4,0 % sont en rangée, 4,0 % sont des appartements ou duplex et 22,0 % sont des immeubles de moins de cinq étages. 70,0 % des logements sont possédés alors que 30,0 % sont loués. 88,0 % ont été construits avant 1986 et 6,0 % ont besoin de réparations majeures. Les logements comptent en moyenne 6,5 pièces et 0,0 % des logements comptent plus d'une personne habitant par pièce. Les logements possédés ont une valeur moyenne de 72 136 $, comparativement à 119 549 $ pour la province.

## Histoire
Des Acadiens fondent le village en 1826 après avoir acheté les terres d'Américains qui y exploitaient la forêt de pins. L'« église rouge », est construite en 1850 et rénovée en 1885. Elle est toutefois détruite dans un incendie le 3 février 1886. L'abbé Joseph Martin démissionne et la maison de Hilaire Nadeau sert de chapelle durant deux ans et demi. Les travaux de la nouvelle église, située où se trouve actuellement le club d'âge d'or, commencent le 23 août 1886 en présence de l'évêque Mgr James Rogers. La cloche, fabriquée à Cincinnati, est installée le 2 août 1887 et la première messe a lieu le 29 juin 1888. La cloche casse le 1er juillet mais est remplacée la même année. L'église compte sa propre alimentation électrique en 1920. Le 10 mai de la même année, le réseau contribue à répandre l'incendie lorsque la foudre s'abat sur le bâtiment. Un hangar est utilisée comme chapelle à partir du 20 mai suivant. Les travaux de la troisième église commencent en 1921. Les parpaings de béton sont construits dans un bâtiment abritant de nos jours le bureau de poste tandis que le sable est extrait des îles du fleuve et transporté sur une route construite à cet effet. Un nouveau presbytère est inauguré en 1922. Le premier aqueduc est construit la même année. La messe inaugurale de la troisième église a lieu le 1er janvier 1929.
L'église est rénovée en 1972. L'école Ernest-Lang est inaugurée en 1976. Saint-François-de-Madawaska est constitué en municipalité le 9 novembre 1966.

### Guerre du poulet
L'industrie du poulet favorise la prospérité du village, qui compte, à la fin des années 1990, l'un des taux de chômage les plus bas dans la province. Nadeau Ferme Avicole, le principal employeur, compte à son apogée plus de 350 employés. Le seul autre abattoir de poulet de la province, situé à Sussex, est toutefois fermé mais les éleveurs de Sussex décident pour la plupart de prendre leur retraite au lieu de devoir payer les coûts supplémentaires du transport à Saint-François-de-Madawaska. Le Groupe Westco, qui n'était alors qu'une coopérative de quelques producteurs locaux, rachète les quotas des éleveurs de Sussex et améliore les infrastructures de Saint-François, concentrant ainsi en quelques années 80 % de la production de poulet de la province. Un producteur ne peut alors posséder plus de 10 % des quotas mais les fermes membres de Westco dépassent ce seuil en 2003; cette limite est abolie par les Producteurs de poulet du Nouveau-Brunswick en 2005. Entretemps, en 1989, Nadeau Ferme Avicole avait été achetée par l'entreprise ontarienne Maple Lodge, faisant craindre à Westco la fermeture de l'abattoir local. Le Groupe Westco propose une entente à Nadeau Ferme Avicole en 2007, sans succès.
En 2008, le Groupe Westco signe un contrat avec l'entreprise Olymel pour l'abattage des volailles dans une usine située au Québec. Le gouvernement de Shawn Graham tente alors de faire adopter une loi forçant l'abattage du poulet dans la province, sans succès. En 2009, Nadeau se retrouve avec une baisse considérable de commandes. Cette situation divise une bonne partie de la population du village. À partir de 2010, le gouvernement de David Alward, citant des décisions des tribunaux, refuse de réviser les quotas des producteurs ou de créer une association sectorielle pour l'abattage du poulet comme il en existe pour l'élevage; David Alward était ministre de l'agriculture à l'époque de l'abolition du plafond des quotas. Nadeau survit avec une main-d’œuvre réduite grâce notamment à l’abattage de poulet de la Nouvelle-Écosse, où un abattoir sera toutefois construit en 2012. La décision du Québec de permettre à Nadeau d'importer son poulet est quant à elle en appel. En 2012, Westco est en train de construire un abattoir dans le village de Clair, à dix minutes de route, où 70 anciens employés de Nadeau ont déjà postulé pour un emploi.

### Congrès mondial acadien
Saint-François-de-Madawaska est l'une des localités organisatrices du Ve Congrès mondial acadien en 2014.

## Démographie
| 1981 | 1986 | 1991 | 1996 | 2001 | 2006 | 2011 |
| ---- | ---- | ---- | ---- | ---- | ---- | ---- |
| 753  | 729  | 661  | 631  | 572  | 585  | 533  |

## Économie
Entreprise Madawaska, membre du Réseau Entreprise, a la responsabilité du développement économique.
Le Groupe Westco possède 80 % du quota de production de poulet au Nouveau-Brunswick. La majeure partie des animaux sont abattus dans une usine d'Olymel au Québec mais un abattoir du partenariat Sunnymel est en cours de construction à Clair. Nadeau Ferme Avicole possède lui-même un abattoir à Saint-François-de-Madawaska.
Il y a une succursale de la Caisse populaire Trois-Rives, basée à Edmundston et membre d'UNI Coopération financière.

## Administration
(juillet 2016).

### Conseil municipal
Le conseil municipal est formé d'un maire et de 4 conseillers. Le conseil municipal actuel est élu lors de l'élection quadriennale du 14 mai 2012. La conseillère Lise Landry démissionne ensuite pour des raisons personnelles. Une élection partielle a donc lieu le 13 mai 2013 suivant mais il n'y a aucun candidat. Pierre Ouellette est finalement élu parmi trois candidats lors de l'élection partielle du 28 octobre.
Conseil municipal actuel
| Mandat      | Fonctions   | Nom(s)                                        |
| ----------- | ----------- | --------------------------------------------- |
| 2012 - 2016 | Maire       | Gérard Cyr                                    |
| 2012 - 2016 | Conseillers | Chantal Veilleux Lévesque et Sylvain St-Onge. |

Conseils précédents
| Mandat      | Fonctions   | Nom(s)                                                        |
| ----------- | ----------- | ------------------------------------------------------------- |
| 2008 - 2012 | Maire       | Gérard Cyr                                                    |
| 2008 - 2012 | Conseillers | Colette Levesque, Chantal Veilleux Levesque, Sylvain St-Onge. |

| Période                                  | Période  | Identité               | Étiquette | Qualité |
| ---------------------------------------- | -------- | ---------------------- | --------- | ------- |
| 2016                                     | en cours | Robert "Bob" Bonenfant |           |         |
| 2012                                     | 2016     | Gérard Cyr             |           |         |
| 2004                                     | 2012     | Raoul Cyr              |           |         |
| 2001                                     | 2004     | Ernest G. Sirois       |           |         |
| 1998                                     | 2001     | Yvon Morneault         |           |         |
| 1969                                     | 1998     | Ernest G. Sirois       |           |         |
| Les données manquantes sont à compléter. |          |                        |           |         |

### Commission de services régionaux
Saint-François-de-Madawaska fait partie de la Région 1, une commissions de services régionaux (CSR) devant commencer officiellement ses activités le 1er janvier 2013. Saint-François-de-Madawaska est représentée au conseil par son maire. Les services obligatoirement offerts par les CSR sont l'aménagement régional, la gestion des déchets solides, la planification des mesures d'urgence ainsi que la collaboration en matière de services de police, la planification et le partage des coûts des infrastructures régionales de sport, de loisirs et de culture; d'autres services pourraient s'ajouter à cette liste.

### Représentation et tendances politiques
Saint-François-de-Madawaska est membre de l'Association francophone des municipalités du Nouveau-Brunswick.
 Nouveau-Brunswick: Saint-François-de-Madawaska fait partie de la circonscription provinciale de Madawaska-les-Lacs, qui est représentée à l'Assemblée législative du Nouveau-Brunswick par Yvon Bonenfant, du Parti progressiste-conservateur. Il fut élu en 2010.
 Canada: Saint-François-de-Madawaska fait partie de la circonscription fédérale de Madawaska—Restigouche, qui est représentée à la Chambre des communes du Canada par Jean-Claude D'Amours, du Parti libéral. Il fut élu lors de la 38e élection générale, en 2004, puis réélu en 2006 et en 2008.

## Vivre à Saint-François-de-Madawaska

### Éducation
L’école Ernest-Lang accueille les élèves de la maternelle à la 8e année. C'est une école publique francophone faisant partie du district scolaire #3.
Saint-François possède la bibliothèque publique Mgr-Plourde, nommée en l'honneur de Joseph-Aurèle Plourde.

### Autres services publics
Le village possède une caserne de pompiers, un poste d'Ambulance Nouveau-Brunswick et un bureau de poste. Le détachement de la Gendarmerie royale du Canada le plus proche est à Clair. L'hôpital régional d'Edmundston dessert la région.

### Religion
Saint-François-de-Madawaska est tout d'abord une mission de la paroisse de Saint-Basile ; le curé Langevin vient y dire la messe trois ou quatre fois par année alors qu'ils dessert Sainte-Luce, au Maine. Le village est rattaché à la paroisse de Sainte-Luce en 1843. Elle en est détachée en 1859, où elle obtient son premier prêtre résidant. Les paroisses de Claire, de Lac-Baker et de Connors en sont ensuite séparées. À cause de la dette liée à la construction de la deuxième église, l'évêque Rogers loge le curé Antoine Comeau à Clair et le fait desservir Saint-François-de-Madawaska en tant que mission.
L'église Saint-François-Xavier est une église catholique romaine faisant partie du diocèse d'Edmundston.
Curés résidents
- 1859-1864: P. Charles Swéron
- 1864-1867: P. Dougal Stanislas MacDonald
- 1867-1873: P. Joseph A. Roy
- 1873-1875: P. J.-C. Éthier, c.s.c.
- 1875-1876: P. J.-B. Bazoge, c.s.c.
- 1876-1885: P. Joseph Pelletier
- 1885-1886: P. Joseph Martin
- 1886-1889: P. Phydime Paradis

Curé non-résident
- 1889-1890 : P. Antoine Comeau

Curés résidents
- 1890-1921: P. Israël-Norbert Dumont
- 1921-1932: P. Télesphore Lambert
- 1932-1949: P. Ernest Lang
- 1949-1966: P. Hilaire Daigle
- 1966-1975: P. Alfred Ouellet
- 1975-1982: P. Laurent Nadeau
- 1982-1991: P. Jacques Gauvreau
- 1991-1998: P. Yvon Ouellet
- 1998-1999: P. Claude Côté, c.j.m., administrateur
- 1999-2007: Équipe de pastorale paroissiale (P. Claude Côté, c.j.m., modérateur)
- 2007-2011: Équipe de pastorale paroissiale (P. Ivan Thériault, modérateur)
- 2011- : Équipe de pastorale paroissiale (P. Jacques Thériault, v.g., modérateur)

### Médias
Les francophones bénéficient du quotidien L'Acadie nouvelle, publié à Caraquet, ainsi qu'à l'hebdomadaire L'Étoile, de Dieppe. Ils ont aussi accès aux hebdomadaires Le Madawaska et La République, d'Edmundston. Les anglophones bénéficient des quotidiens Telegraph-Journal, publié à Saint-Jean, et The Daily Gleaner, publié à Fredericton.

## Culture

### Langues
Selon la Loi sur les langues officielles, Saint-François-de-Madawaska est officiellement francophone puisque moins de 20 % de la population parle l'anglais.

### Personnalités
- Joseph Docithe Nadeau, fermier, homme d'affaires et homme politique.
- Joseph Hilaire Pelletier, homme d'affaires et homme politique.
- Joseph-Aurèle Plourde (1915-2013), archevêque d'Ottawa.

### Gastronomie
L'Érablière unique est une sucrerie située à Saint-François-de-Madawaska.

## Personnalités
Le joueur de hockey Joshua Nadeau résident de St-Francois , a été repêché par le Titan D'Acadie-Bathurst lors du repechage 2019 de la Ligue Junior Majeur Du Québec.